# Tommy de Jong
Tommy de Jong (* 6. Februar 1987 in Straßburg/Bas-Rhin, Frankreich) ist ein französischer Fußballer niederländischer Abstammung.

## Karriere
Jugend

Tommy de Jong war bereits in der Jugend für Racing Straßburg aktiv.
Seniorenbereich

2004 kam er in die Profimannschaft des Klubs, wobei ihm dort ein Einsatz in der Profimannschaft verwehrt blieb. 2007 ging er zum FC Martigues. Dort kam Tommy de Jong nur zu zwei Einsätzen. Aus diesem Grund wechselte Tommy de Jong zur Saison 2008/09 in die Niederlande, dem Land seiner Ahnen, und heuerte beim Zweitligisten FC Dordrecht an. Im Februar 2009 löste er seinen Vertrag dort auf. Im Juli 2009 unterschrieb er wieder bei Racing Straßburg. Und auch dieses Mal kam er nur für die Reservemannschaft zum Einsatz. In 19 Einsätzen gelang ihm hierbei ein Treffer. Nach einer vereinslosen Zeit kam er im November 2010 beim elsässischen Amateurklub SC Schiltigheim unter. Dort kam Tommy de Jong zu 20 Einsätzen und zwei Treffern. Zur Saison 2011/12 ging er abermals zurück zu Racing Straßburg und unterschrieb einen 1-Jahres-Vertrag. Nach dem Ablauf seines Vertrages am 30. Juni 2012 verließ er den Verein und schloss sich den Division d’Honneur Verein FC Steinseltz an.